# UCI Asia Tour 2007
Navigation
Édition précédente Édition suivante
L'UCI Asia Tour 2007 est la troisième édition de l'UCI Asia Tour, l'un des cinq circuits continentaux de cyclisme de l'Union cycliste internationale. Il est composé de 23 compétitions, organisées du 22 octobre 2006 au 17 septembre 2007 en Asie.

## Calendrier des épreuves

### Octobre 2006
| Date | Course    | Pays  | Classe | Vainqueur      | Équipe               |
| ---- | --------- | ----- | ------ | -------------- | -------------------- |
| 22.  | Japan Cup | Japon | 1.1    | Riccardo Riccò | Saunier Duval-Prodir |

### Novembre 2006
| Date    | Course          | Pays  | Classe | Vainqueur              | Équipe                 |
| ------- | --------------- | ----- | ------ | ---------------------- | ---------------------- |
| 12.     | Tour de Okinawa | Japon | 1.2    | Japon Takashi Miyazawa | Cycle Racing Vang      |
| 12.-17. | Tour de Hainan  | Chine | 2.2    | Sergey Kolesnikov      | Omnibike Dynamo Moscou |

### Décembre 2006
| Date    | Course                              | Pays      | Classe | Vainqueur            | Équipe                 |
| ------- | ----------------------------------- | --------- | ------ | -------------------- | ---------------------- |
| 25.-30. | Tour de la mer de Chine méridionale | Hong Kong | 2.2    | Alexander Khatuntsev | Omnibike Dynamo Moscou |

### Janvier
| Date    | Course           | Pays      | Classe | Vainqueur                | Équipe                |
| ------- | ---------------- | --------- | ------ | ------------------------ | --------------------- |
| 6.-12.  | Jelajah Malaysia | Malaisie  | 2.2    | Indonésie Tonton Susanto | LeTua                 |
| 20.-25. | Tour du Siam     | Thaïlande | 2.2    | Jai Crawford             | Giant Asia Racing     |
| 28.-2.  | Tour du Qatar    | Qatar     | 2.1    | Wilfried Cretskens       | Quick Step-Innergetic |

### Février
| Date   | Course           | Pays     | Classe | Vainqueur        | Équipe          |
| ------ | ---------------- | -------- | ------ | ---------------- | --------------- |
| 2.-11. | Tour de Langkawi | Malaisie | 2.HC   | Anthony Charteau | Crédit agricole |

### Mars
| Date    | Course         | Pays   | Classe | Vainqueur       | Équipe            |
| ------- | -------------- | ------ | ------ | --------------- | ----------------- |
| 4.-8.   | Taftan Tour    | Iran   | 2.2    | Hossein Nateghi | MES Kerman        |
| 18.-24. | Tour de Taïwan | Taïwan | 2.2    | Shawn Milne     | Health Net-Maxxis |

### Avril
| Date    | Course      | Pays | Classe | Vainqueur     | Équipe             |
| ------- | ----------- | ---- | ------ | ------------- | ------------------ |
| 21.-27. | Kerman Tour | Iran | 2.2    | Pavel Nevdakh | Brisasport Turkiye |

### Mai
| Date    | Course             | Pays  | Classe | Vainqueur             | Équipe                       |
| ------- | ------------------ | ----- | ------ | --------------------- | ---------------------------- |
| 20.-27. | Tour du Japon      | Japon | 2.2    | Francesco Masciarelli | Acqua & Sapone-Caffè Mokambo |
| 22.-29. | Tour d'Azerbaïdjan | Iran  | 2.2    | Hossein Askari        | Giant Asia Racing            |

### Juillet
| Date    | Course                | Pays      | Classe | Vainqueur          | Équipe                       |
| ------- | --------------------- | --------- | ------ | ------------------ | ---------------------------- |
| 4.-8.   | Tour de Java oriental | Indonésie | 2.2    | Björn Glasner      | Regiostrom-Senges            |
| 14.-22. | Tour du lac Qinghai   | Chine     | 2.HC   | Gabriele Missaglia | Serramenti PVC Diquigiovanni |
| 29.-4.  | Tour de Hong Kong     | Hong Kong | 2.2    | James Meadley      | Jelly Belly                  |

### Août
| Date   | Course                               | Pays     | Classe | Vainqueur            | Équipe            |
| ------ | ------------------------------------ | -------- | ------ | -------------------- | ----------------- |
| 4.-5.  | Melaka Chief Minister Cup            | Malaisie | 2.2    | Mohd Rauf Nur Misbah | Malaisie          |
| 8.-14. | Tour of Milad du Nour                | Iran     | 2.2    | Ghader Mizbani       | Giant Asia Racing |
| 18.19  | Test event Road Cycling Beijing 2008 | Chili    | 2.2    | Cadel Evans          | Australie         |

### Septembre
| Date    | Course                                 | Pays         | Classe | Vainqueur        | Équipe       |
| ------- | -------------------------------------- | ------------ | ------ | ---------------- | ------------ |
| 1.-9.   | Tour de Corée                          | Corée du Sud | 2.2    | Sung Baek Park   | Seoul City   |
| 8.      | Championnat d'Asie du contre-la-montre | Thaïlande    | CC     | Eugen Wacker     | Kirghizistan |
| 10.     | Championnat d'Asie sur route           | Thaïlande    | CC     | Takashi Miyazawa | Japon        |
| 13.-17. | Tour de Hokkaido                       | Japon        | 2.2    | Henri Werner     | Sachsen      |

## Classements finals
| #   | Coureur            | Pays         | Pts |
| 01. | Hossein Askari     | Iran         | 313 |
| 02. | Ghader Mizbani     | Iran         | 300 |
| 03. | Takashi Miyazawa   | Japon        | 233 |
| 04. | Sung Baek Park*    | Corée du Sud | 202 |
| 05. | Mahdi Sohrabi      | Iran         | 163 |
| 06. | Gabriele Missaglia | Italie       | 152 |
| 07. | Yukiya Arashiro    | Japon        | 146 |
| 08. | Ahad Kazemi        | Iran         | 144 |
| 09. | Jai Crawford       | Australie    | 129 |
| 10. | Alberto Loddo      | Italie       | 126 |

| #    | Équipe                       | Pays           | Pts |
| 01.  | Giant Asia Racing            | Taipei chinois | 908 |
| 02.  | Nippo Corporation            | Japon          | 585 |
| 03.  | Serramenti PVC Diquigiovanni | Venezuela      | 463 |
| 04.  | Hong Kong Pro Cycling        | Hong Kong      | 419 |
| 05.  | Islamic Azad University      | Iran           | 326 |
| 06.  | Skil-Shimano                 | Japon          | 237 |
| 07.  | Aisan Racing Team            | Japon          | 183 |
| 08.  | Discovery Channel-Marco Polo | Chine          | 151 |
| 09.  | Relax-GAM                    | Espagne        | 124 |
| 010. | Drapac Porsche               | Australie      | 119 |

### Classements par nations
| #   | Pays                | Pts  |
| 1.  | Iran                | 1337 |
| 2.  | Japon               | 1103 |
| 3.  | Kazakhstan          | 448  |
| 4.  | Hong Kong           | 445  |
| 5.  | Ouzbékistan         | 428  |
| 6.  | Corée du Sud        | 373  |
| 7.  | Malaisie            | 204  |
| 8.  | Kirghizistan        | 202  |
| 9.  | Émirats arabes unis | 125  |
| 10. | Mongolie            | 115  |

| #  | Pays (U23)   | Pts |
| 1. | Corée du Sud | 336 |
| 2. | Iran         | 238 |
| 3. | Malaisie     | 184 |
| 4. | Japon        | 144 |
| 5. | Hong Kong    | 122 |
| 6. | Kazakhstan   | 114 |
| 7. | Ouzbékistan  | 83  |
| 8. | Mongolie     | 59  |
| 9. | Indonésie    | 46  |
| 9. | Syrie        | 46  |